# كليفتون نيكلسون
كليفتون نيكلسون (بالإنجليزية: Clifton Nicholson)‏ هو مصمم مجوهرات أمريكي، ولد في 1944 في إنديانا في الولايات المتحدة.